# توماس توره
توماس توره (انگلیسی: Thomas Touré؛ زادهٔ ۲۷ دسامبر ۱۹۹۳) بازیکن فوتبال اهل فرانسه است.
از باشگاه‌هایی که در آن بازی کرده‌است می‌توان به باشگاه فوتبال بوردو اشاره کرد.
وی همچنین در تیم‌های ملی فوتبال زیر ۱۸ سال فرانسه و ساحل عاج بازی کرده‌است.